# Tomer Heymann

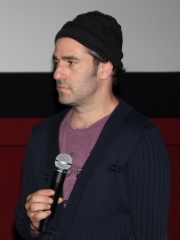
Tomer Heymann beim Filmfestival Side by Side 2010 in Sankt Petersburg

Tomer Heymann (hebräisch תומר הימן; * 12. Oktober 1970 in Tel Aviv, Israel) ist ein israelischer Filmregisseur.

## Leben
Nach seiner Schulzeit studierte Heymann in Israel. Seit 2000 begann Heymann als Filmregisseur verschiedene Filme zu drehen. Sein erster Film war 2000 Laugh Till I Cry. Es folgten 2001 der Film It Kinda Scares Me und 2003 Aviv-F*****-up Generation. 2004 drehte er den Film Paper Dolls. Dieser Film erhielt 2006 auf den Internationalen Filmfestspielen Berlin drei Preise: den Teddy Award, den Panorama Publikumspreis und den Zuschauerpreis auf dem Los Angeles Film Festival.

## Filmografie (Auswahl)
- 2000: Laugh Till I Cry
- 2001: It Kinda Scares Me
- 2003: Aviv-F*****-up Generation
- 2004: Paper Dolls
- 2005: Bridge Over the Wadi
- 2006: Paper Dolls (Panorama Publikumspreis)(Teddy Award)
- 2006: Bridge Over The Wadi
- 2006: Cinderellas
- 2007: Debut - Hofaat Bechora
- 2007: Out of Focus
- 2007: Black Over White
- 2009: The Way Home
- 2010: I Shot My Love
- 2011: The Queen Has No Crown
- 2012: Shi’ur BeKaduregel
- 2014: Aliza
- 2014: Love Letter to Cinema
- 2014: Durch die Nacht mit … (Fernsehserie, 1 Folge)
- 2015: Mr. Gaga
- 2016: Wer wird mich jetzt noch lieben?
- 2018: Jonathan Agassi Saved My Life
- 2021: I Am Not
- 2025: Ilana Goor – A Woman Against the Wind
- 2025: Orna and Ella